# Rajd Madagaskaru
Rajd Madagaskaru, oficj. Rallye International de Madagascar – rajd samochodowy, odbywający się na Madagaskarze w ramach mistrzostw kraju i mistrzostw Afryki. Najstarszy dotąd funkcjonujący rajd w Afryce.

## Historia
Pierwsza edycja rajdu odbyła się 18 sierpnia 1951 roku pod nazwą Rallye du Sud i była organizowana przez Automobile Club
de Madagascar (ACM). Wygrała ją francuska załoga Chantrel/de Villeneuve. W 1953 tytularnym sponsorem rajdu został Shell. Pierwszym Madagaskarczykiem, który wygrał rajd, był Ramaroson w 1966 roku. Po wycofaniu się Shella ze sponsoringu, od 1970 roku rajd odbywał się pod nazwą Grand Rallye International de Madagascar. W latach 1972–1985 z przyczyn politycznych rajd nie był organizowany. Od 1986 roku impreza odbywała się jako Grand Rallye de Madagascar. Kryzys 1991 roku spowodował kolejne zawieszenie rajdu, aż do 1996 włącznie. W 1997 roku organizację rajdu przejęła nowo powstała Fédération du Sport Automobile de Madagascar. W 2003 roku podjęto starania o włączenie zawodów jako eliminacji mistrzostw Afryki. W 2011 roku rajd stał się częścią kalendarza mistrzostw Afryki.

## Zwycięzcy
| Rok  | Kierowca                  | Pilot                            | Samochód                |
| ---- | ------------------------- | -------------------------------- | ----------------------- |
| 1951 | Chantrel                  | de Villeneuve                    | Peugeot 203             |
| 1952 | Chantrel                  | de Villeneuve                    | Peugeot 203             |
| 1953 | Bigeon                    | Lefort                           | Land Rover              |
| 1954 | de Villeneuve             | Meunier                          | Jeep-Austin             |
| 1955 | Castere                   | Vincent                          | Citroën 2CV             |
| 1956 | Chantrel                  | de Villeneuve                    | Peugeot 403             |
| 1958 | Patry                     | d’Unienville                     | Citroën ID 19           |
| 1959 | Chantrel                  | de Villeneuve                    | Peugeot 403             |
| 1960 | de Lagiroday              | Legros                           | Volkswagen-Porsche      |
| 1962 | Duclos                    | Dalais                           | Renault Dauphine 1093   |
| 1963 | Duclos                    | Duclos                           | Citroën DS 19           |
| 1964 | Obeniche                  | de Pontlevoye                    | Saab 96                 |
| 1965 | Duclos                    | Roche                            | Austin Cooper S         |
| 1966 | Ramaroson                 | Ramanantsoa                      | Austin Cooper S         |
| 1967 | Mahaison                  | Sasaka                           | Peugeot 404 Injection   |
| 1968 | Andriantsoa               | Andriantsoa                      | Renault 16 TS           |
| 1969 | Noudeu                    | Barboni                          | Fiat 125 S              |
| 1970 | Nivelle                   | Cruvillier                       | Citroën DS 21           |
| 1971 | Ramanantsoa               | Rakotonindriana                  | Peugeot 504             |
| 1986 | Rafala                    | Jean-Yves Ranarivelo             | Peugeot 504             |
| 1987 | Dofa                      | Karl                             | Renault 18 TS           |
| 1988 | Bebe                      | Bache                            | Peugeot 504             |
| 1989 | Rakotondrabesa            | Rakotondrabesa                   | Peugeot 504             |
| 1990 | Jean-Yves Ranarivelo      | Eric Razafitsifera               | Opel Ascona             |
| 1997 | Mme Mimi                  | Mme Yoyo                         | Peugeot 106 Kit Car     |
| 1998 | Roses                     | Patty                            | Peugeot 106 Kit Car     |
| 1999 | Jean-Yves Ranarivelo      | Jean-Phillippe Teillet           | Renault Clio            |
| 2000 | Razakaboana               | Ralison                          | Nissan Pulsar GTI-R     |
| 2001 | Jean-Yves Ranarivelo      | Jean-Phillippe Teillet           | Subaru Impreza WRX      |
| 2003 | Mamy Hubert Rajoelison    | Bebe                             | Toyota Celica GT-Four   |
| 2010 | Jean-Yves Ranarivelo      | Rila Ranaivomamianina            | Subaru Impreza STi      |
| 2011 | Jean-Yves Ranarivelo      | Rila Ranaivomamianina            | Subaru Impreza STi      |
| 2012 | Mamy Patrick Solofonirina | Berthin Randriamihaingo          | Mitsubishi Lancer Evo X |
| 2013 | Olivier Ramiandrisoa      | Haingotiana Ramiandrisoa         | Subaru Impreza STi      |
| 2014 | Mamy Patrick Solofonirina | Berthin Randriamihaingo          | Mitsubishi Lancer Evo X |
| 2015 | Mamy Patrick Solofonirina | Berthin Randriamihaingo          | Mitsubishi Lancer Evo X |
| 2016 | Tahina Razafinjoelina     | Baovola Rajaonarison             | Subaru Impreza STi      |
| 2017 | Lahatra Rajaonalisoa      | Tsangy Ramalanjaona              | Subaru Impreza STi      |
| 2018 | Rivo Aina Randrianarivony | Ando Nirianiaina Randrianarivony | Subaru Impreza STi      |
| 2019 | Rivo Aina Randrianarivony | Ando Nirianiaina Randrianarivony | Subaru Impreza STi      |
| 2020 | Rivo Aina Randrianarivony | Ando Nirianiaina Randrianarivony | Subaru Impreza STi      |
| 2021 | Frederic Rabekoto         | Anjara Mick Ratrimoarinosy       | Subaru Impreza STi      |